# 红旗营站
红旗营站是位于黑龙江省齐齐哈尔市红旗营村的一个铁路车站，邮政编码161031。车站建于1949年，有滨洲铁路经过该站，现办理客运业务，不办理货运业务，车站及其上下行区间均已电气化。车站距离哈尔滨站261公里，隶属哈尔滨铁路局，是五等站。由该站引出至平齐铁路榆树屯站的联络线及平齐线榆树屯-齐齐哈尔段又称齐红铁路。